# Klenoveț, Muncaci
Klenoveț (în ucraineană Кленовець) este un sat în așezarea urbană Kolciîno din raionul Muncaci, regiunea Transcarpatia, Ucraina.

## Demografie
Componența lingvistică a localității Klenoveț
     Ucraineană (98,29%)
     Alte limbi (1,63%)
Conform recensământului din 2001, majoritatea populației localității Klenoveț era vorbitoare de ucraineană (98,29%), existând în minoritate și vorbitori de alte limbi.